# Охотско-Гижигинский тракт
Охотско-Гижигинский тракт — земский тракт, действовавший в XVIII—XIX веках между Охотском и Гижигинском, протяжённостью около 1400 вёрст. Являлся участком Камчатского тракта.

## История

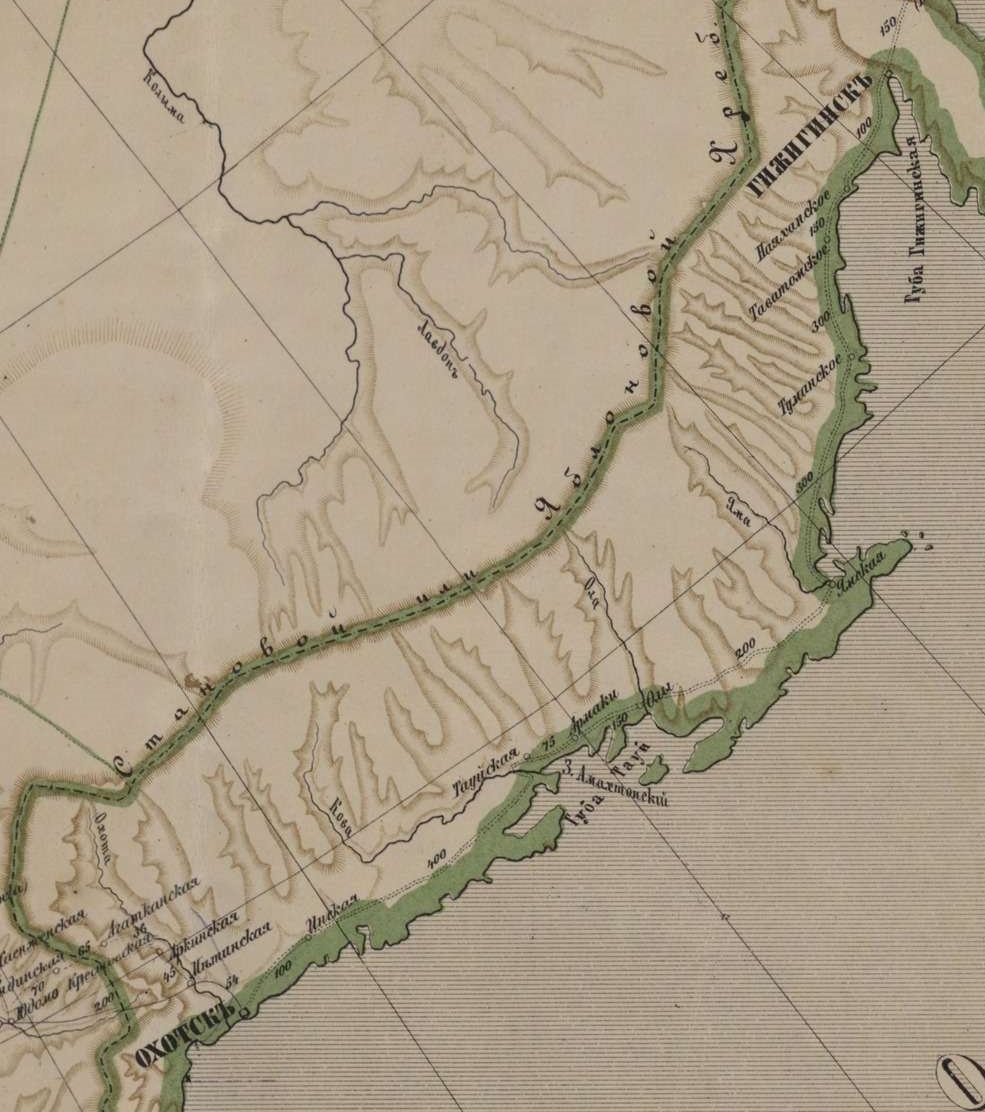
Гижигинский тракт, 1871 год

Сообщение между Охотском и Камчаткой вдоль Охотского моря появилось в 1730—1750-е годы, до открытия морского судоходства между Охотском и Гижигинской крепостью в 1757 году.
В 1820 году сообщение между Охотском и Гижигинском обеспечивали 370 человек. В том же году сибирский генерал-губернатор М. М. Сперанский выступил с предложением в адрес Министерства внутренних дел заселить земли между двумя городами, переселив «между Ямском и Гижигою до 20 семей и основать новое поселение до 30 семей по реке Вилиге между Туманою и Наяханом, обратив на первоначальное поселение до 7 бедных семейств из Гижиги и ссыльных якутов, посылаемых по приговорам на поселение, с коими добровольно идут жёны и дети их». В 1821 году предложение было удовлетворено, основаны поселения Вилигинская и Таватома. В сёлах движение осуществлялось на лошадях, далее — на оленях.
| № | Станция | Вёрсты |
| 1 | Охотск  | 0      |
| 2 | Инское  | 100    |
| 3 | Тауйск  | 300    |
| 4 | Арман   | 80     |
| 5 | Ола     | 150    |

| 6  | Ямск      | 200 |
| 7  | Тохтоямск | 100 |
| 8  | Туманское | 100 |
| 9  | Таватома  | 68  |
| 10 | Наяхана   | 150 |
| 11 | Гижигинск | 100 |